# Herero jezik
Herero jezik (ISO 639-3: her; isto i ochiherero, otjiherero), nigersko-kongoanski jezik iz Južne Afrike, kojim govori oko 206 000 ljudi u Namibiji (2006), Damaraland i sjeverozapadni Ovamboland i 31 000 u Bocvani (2006), gdje dolaze kao izbjeglice iz Namibije.
Jezikom herero govore narodi Ovaherero (pogrešno nazivani Damara) i Ovambanderu. Podklasificiran je podskupini herero (R.30) koja je dio centralne bantu skupine u zoni R. 
Hererro su podijeljeni na više skupina, to su Himba, Tjimba (Cimba), Mbanderu, Kwandu,  Kuvale, Zemba, Hakawona i Tjavikwa. Narod Ovambanderu govori dijalektom mbandieru [her-mba]. Zemba govore posebnim jezikom zemba [dhm]. Dijalekt kuvale [her-kuv] plemena Kuvale, Ethnologue 16th, više ne aspominje.

## Vanjske poveznice
- Ethnologue (14th)
- Ethnologue (15th)